# Cuéntame al oído
«Cuéntame al oído», es el tercer sencillo del primer álbum de estudio de La Oreja de Van Gogh, Dile al sol, y también es el primer sencillo del primer álbum de versiones de La Oreja de Van Gogh, Nuestra casa a la izquierda del tiempo.

## Lanzamiento
Fue declarada la canción romántica de 1999, y llegó a lo más alto de las listas de Los 40 Principales el 6 de febrero de ese mismo año; es la primera canción romántica que LODVG promueve. En la versión comercial del sencillo aparecía una canción inédita llamada El tiempo, la cual no saldría en ningún álbum, sino que se convirtió en maqueta inédita. 
La canción habla sobre dos amigas, la letra de la canción está escrita a modo de diálogo, las estrofas es una de ellas que le pide a su amiga le cuente sobre su beso con su pareja y lo que esta sintió durante ese momento que para ella fue inolvidable, la segunda mujer se lo responde a través de los coros "'El cielo acostado, Detuvo el tiempo en el beso, Y ese beso a mi en el tiempo'" da a notar eso; según palabras de Pablo Benegas a la revista 40 en el 2008.
Para esta canción requirieron de la colaboración de Francis Amat al piano, pues las prisas que la compañía discográfica tenía por sacar el disco, hicieron imposible que Xabi San Martín entrara a grabarlo. Desde su publicación se ha convertido en un clásico del grupo.
Normalmente ha sido interpretada desde el Tour Dile al sol hasta el Guapa Tour, solo ha sido eliminado de La Gira LKXA y de la primera parte de A las cinco en el Astoria, pero se integró el repertorio de este último para la promoción del álbum Nuestra casa a la izquierda del tiempo en la segunda mitad de la gira (en el 2010). Es la primera canción del grupo que se lanza dos veces como sencillo.

## Videoclip
El videoclip de la primera versión se rodó en Madrid en el campo, está filmado con colores sepia y contó con una apuesta mayor de la compañía, al tener una mejor realización que los anteriores. Está disponible en LOVG - Grandes Éxitos y en el DVD La Oreja de Van Gogh.

## Sencillo
Versión promocional
1. «Cuéntame Al Oído»

Versión comercial
1. «Cuéntame Al Oído»
2. «El Tiempo (Maqueta)»

## Trayectoria en las listas
| Posición | 11 | 7 | 5 | 4 | 2 | 2 | 1 | 5 | 9 |

## Cuéntame al oído 2009

### Lanzamiento
En 2009 fue relanzado como sencillo de Nuestra casa a la izquierda del tiempo el disco con orquesta sinfónica del grupo, cuyas cuerdas fueron grabadas en Bratislava. En la canción también está un coro de niños nombrados en los créditos del disco: Alex, Billy, Sofia, Maria, Carolina, Ruth, Diego, Aitana y Rodrigo. La versión 2009 incluye ligeras variaciones en cuanto a la letra. Fue estrenada en la radio el 14 de septiembre de 2009 en el programa Internight de Los 40 Principales, conducido por Tony Aguilar. En su primera semana en iTunes llegó al número 15. A pesar de ser lanzado como sencillo nunca llegó a las listas. Una curiosidad es que durante su actuación en la gala de La Marato de TV3 en donde interpretaban el tema en playback, David Otero y Chema Ruiz estuvieron tocando los violines y Haritz Garde fue remplazado por Dani Martín, miembros todos de El Canto del Loco.

### Videoclip
El 10 de septiembre de 2009 se filmó un nuevo videoclip, que fue estrenado el martes 13 de octubre de 2009 a través de la cuenta del grupo en YouTube, muestra al grupo en el parque-museo Chillida Leku tocando la canción acompañados de la sección de cuerdas de una orquesta. Dirigido por Txino Moya, encargado también de dirigir el documental en Israel, y el director de cámaras fue Sergio Delgado.

### Sencillo
Formato físico
1. «Cuéntame Al Oído»

Versión digital
1. «Cuéntame Al Oído»